# Пілка (Мендзиходський повіт)
Пілка (пол. Piłka, нім. Schneidemühl Hauland) — село в Польщі, у гміні Мендзихуд Мендзиходського повіту Великопольського воєводства.
Населення — 277 осіб (2011).
У 1975-1998 роках село належало до Гожовського воєводства.

## Демографія
Демографічна структура станом на 31 березня 2011 року:
|          | Загалом | Допрацездатний вік | Працездатний вік | Постпрацездатний вік |
| -------- | ------- | ------------------ | ---------------- | -------------------- |
| Чоловіки | 190     | 14                 | 143              | 33                   |
| Жінки    | 87      | 15                 | 48               | 24                   |
| Разом    | 277     | 29                 | 191              | 57                   |